# Zamek w Krągu
Zamek w Krągu – zabytkowy zamek zlokalizowany w Krągu (województwo zachodniopomorskie), bezpośrednio nad jeziorem Zamkowym. Jedno z najciekawszych nowożytnych założeń rezydencjonalnych na Pomorzu.
Pierwsze wzmianki o warowni pochodzą z 1495. W tym okresie została ona zbudowana przez Adama Podewilsa w formie wieży mieszkalnej otoczonej fosą. Wieżę tę całkowicie rozebrano i na jej miejscu (w latach 80. XVI wieku) stanęła rezydencja w stylu renesansowym (inicjatorem budowy był Feliks von Podewils), przebudowana potem w wiekach XVII i XIX (ta druga ingerencja, w stylu neorenesansowym, miała miejsce z inicjatywy Karla Wilhelma von Riepenhausen).
Obiekt spłonął w 1945. Do 1956 w pozostałych resztkach funkcjonowało nadleśnictwo i szkoła. Potem, w latach 1958–1960, częściowo gmach zabezpieczono, ale opuszczony niszczał. W latach 70. XX wieku przeprowadzono jego odbudowę na cele nadleśnictwa, którą z przyczyn finansowych przerwano. W 1990 sprzedany prywatnemu właścicielowi. Przeprowadzono całkowitą renowację do stanu sprzed roku 1945, a zatem z uwzględnieniem wszystkich przebudów. Obecnie znajduje się tutaj hotel Podewils z plażą i pomostami kąpielowymi.